# Па Као Хэ
Па Као Хэ (Paj Kaub Hawj, Pa Kao Her; 2 февраля 1933, Нонгхет, Сиангкхуанг, Французский Лаос — 23 октября 2002, Чианграй, Таиланд) — лаосский политик и повстанческий командир, националист и антикоммунист. Активный участник лаосской гражданской войны. Один из руководителей партизанского движения хмонгов. Руководящий активист движения Чао Фа, лидер Этнической организации освобождения Лаоса, видный деятель Объединённого национального фронта освобождения Лаоса. Самопровозглашённый «король хмонгов». Участник международной конференции антикоммунистических повстанцев. Убит при неясных обстоятельствах в ходе межкланового конфликта.

## Националистический политик
Родился в районе Нонгхет региона Сиангкхуанг Французского Лаоса. Двоюродный брат духовного лидера хмонгов Шон-лы Я, один из первых приверженцев его учения. В независимом Королевстве Лаос — один из лидеров религиозно-политической организации хмонгских националистов Чао Фа (англ. Chao Fa — Sky King, Властелин Неба).
Во время гражданской войны Па Као Хэ участвовал в вооружённом противостоянии прокоммунистическому движению Патет Лао. После победы Патет Лао и установления в 1975 году режима НРПЛ Па Као Хэ продолжал антикоммунистическую партизанскую борьбу. Сотрудничал с генералом Ванг Пао и его сторонниками. К 1979 под напором правительственных войск ЛНДР и вьетнамских экспедиционных сил отряды Чао Фа отступили в Таиланд. Там был создан плацдарм для повстанческих операций в Лаосе.
Идеология Чао Фа основывалась на хмонгском национализме и антикоммунизме с сильными религиозно-мистическими мотивами. Важное место в ней занимала идея грядущего «королевства хмонгов». Видную организующую роль в движении играл буддийский монах-хмонг Моуа Нхиа Лонг, прибывший из таиландского монастыря Ват Тхам Крабок.

## Антикоммунистический повстанец

### В партизанском движении
Крупнейшим центром лаосских антикоммунистов был лагерь беженцев Бан-Винай в таиландской пограничной провинции Лей. Сильную поддержку Па Као Хэ и его структуры получили от начальника канцелярии премьер-министра Судсая Хасадина и его организации Красные гауры. Политико-идеологическую и транспортно-логистическую помощь оказал монастырь Ват Тхам Крабок. На рубеже 1970—1980-х лаосским антикоммунистам содействовали также коммунистические власти КНР, заинтересованные в военном давлении на Вьетнам. Па Као Хэ направлял боевиков на военное обучение в Китай и получал оснащение от китайских военных (значительная часть изымалась таиландскими властями). Эта поддержка позволила организовать ряд вооружённых атак на правительственные силы Лаоса, укрепить хмонгские повстанческие базы в труднодоступных районах.
В 1981 Па Као Хэ и другие представители Чао Фа участвовали в создании Объединённого национального фронта освобождения Лаоса (Neo Hom) во главе с Ванг Пао. Neo Hom мыслился как единая военно-политическая структура лаосских антикоммунистов — способная вести успешную вооружённую борьбу, представлять движение на международной арене, сформировать после победы эффективную систему власти.
В то же время между Па Као Хэ и Ванг Пао существовали серьёзные противоречия. Причины этого соперничества состояли в лидерских амбициях, ультраправом радикализме Па Као Хэ и его исключительной ориентации на хмонгское движение, без серьёзного учёта позиций других этнических групп. Кроме того, по ряду свидетельств, Па Као Хэ отличался от Ванг Пао по типу личности: являлся идейным фанатиком, не интересовался материальной стороной, требовал полной самоотдачи в политической борьбе.

### Международная активность и Этническая организация
Па Као Хэ представлял ту часть движения хмонгов, которая ставила не только этно-, но и социально-политические цели. Возглавляемые им организации действовали в общемировом контексте Холодной войны. В июне 1985 Па Као Хэ представлял лаосских антикоммунистов на международной конференции повстанческих движений в Джамбе. Значительная часть хмонгской общины была потрясена тем, что на этот форум от повстанцев индокитайского региона был приглашён не Ванг Пао, а гораздо менее известный, но, как оказалось, не менее авторитетный Па Као Хэ. Это впечатление усилилось от встречи Па Као Хэ с руководителем американского Совета за мировую свободу, видным деятелем ВАКЛ генералом Джоном Синглаубом. Стало очевидным резко возросшее влияние Па Као Хэ.
В октябре 1985 Па Као Хэ объявил о создании Этнической организации освобождения Лаоса (ELOL). Фактически эта военно-политическая структура действовала уже несколько лет, но конституирование осуществилось только после Джамбори. Сформировалась ELOL из сторонников Па Као Хэ в Чао Фа. Организация быстро выдвинулась в первый ряд лаосских повстанческих движений. Формально председателем ELOL являлся Зонг Зуа Хэ, известный активист Чао Фа, но реальное руководство находилось в руках Па Као Хэ. С 1999 (после кончины Зонг Зуа Хэ) Па Као Хэ официально занял председательский пост.

### Сорванное наступление
Апогей вооружённой борьбы ELOL и Neo Hom пришёлся на конец 1989 — начало 1990. Вывод из Лаоса вьетнамских войск побудил повстанцев к активному контрнаступлению. К тому времени Па Као Хэ объявил себя «королём хмонгов» и претендовал на единоличное руководство. Однако в феврале 1990 года лаосские правительственные войска сумели разгромить повстанческие отряды. План военного свержения НРПЛ оказался сорван.
В 1991 Па Као Хэ переименовал ELOL в Демократическую партию Чао Фа. Движение окончательно откололось от Neo Hom Ванг Пао и само пережило ряд расколов. Группа Па Као Хэ по-прежнему делала ставку на вооружённую борьбу с режимом. Отделившаяся фракция ориентировалась на политические методы и получила международное признание.

## Убийство
23 октября 2002 года — по другим данным, 26 октября — Па Као Хэ был убит в Таиланде. Предположения о причинах его гибели высказывались различные, ответственность возлагалась как на лаосские власти, так и на конкурирующие группы оппозиции. В качестве наиболее достоверной рассматривается версия межклановой борьбы Па Као Хэ с Ванг Пао.
Похоронен Па Као Хэ в американском городе Фресно (Калифорния), крупном центре хмонгской диаспоры.

## Семейство
Па Као Хэ был главой крупного хмонгского клана. Его сын Тау Хэ — активист движения, заместитель отца в ELOL.